# Eduardo Masso
Eduardo Masso (Bell Ville, 11 januari 1964) is een voormalig Belgisch professioneel tennisser.
Masso werd geboren als Argentijn, maar door zijn huwelijk met Sabrina Merckx (de dochter van Eddy Merckx) kreeg hij de Belgische nationaliteit. Masso was proftennisser van 1984 tot 1992 en bereikte in die periode één keer een ATP-finale: ATP Hilversum in 1990. In dat toernooi schakelde hij spelers als Juan Aguilera, Sergi Bruguera en Emilio Sánchez uit, maar verloor hij de finale van Francisco Clavet. In 1991 haalde hij zijn hoogste positie op de wereldranglijst met de 56e plaats.
Masso is de vader van hockeyspeler Luca Masso.

## Resultaten

### Enkelspel
| Nr.              | Datum        | Toernooi      | Ondergrond | Tegenstander in finale | Score              |
| ---------------- | ------------ | ------------- | ---------- | ---------------------- | ------------------ |
| Verloren finales |              |               |            |                        |                    |
| 1.               | 29 juli 1990 | ATP Hilversum | Gravel     | Francisco Clavet       | 6–3, 4–6, 2–6, 0–6 |

## Resultaten grote toernooien
| Legenda | Legenda                          |
| ------- | -------------------------------- |
| g.t.    | geen toernooi gehouden           |
| l.c.    | lagere categorie                 |
| –       | niet deelgenomen                 |
| G       | uitgeschakeld in de groepsfase   |
| 1R      | uitgeschakeld in de eerste ronde |
| 2R      | uitgeschakeld in de tweede ronde |
| 3R      | uitgeschakeld in de derde ronde  |
| 4R      | uitgeschakeld in de vierde ronde |
| KF      | uitgeschakeld in de kwartfinale  |
| HF      | uitgeschakeld in de halve finale |
| F       | de finale verloren               |
| W       | het toernooi gewonnen            |
| w-v     | winst/verlies-balans             |

### Enkelspel
| toernooi            | 1988 | 1989 | 1990 | 1991 | 1992 |
| ------------------- | ---- | ---- | ---- | ---- | ---- |
| grandslamtoernooien |      |      |      |      |      |
| Australian Open     | –    | –    | –    | 2R   | –    |
| Roland Garros       | 2R   | 1R   | –    | 1R   | 1R   |
| Wimbledon           | 1R   | –    | –    | 1R   | 2R   |
| US Open             | 1R   | –    | –    | –    | –    |